# Capbreton
Capbreton é uma comuna francesa na região administrativa da Nova Aquitânia, no departamento Landes. Estende-se por uma área de 21,75 km². Em 2010 a comuna tinha 9 203 habitantes (densidade: 423,1 hab./km²).